# تشو يانغ (متزلجة على مسار قصير)
تشو يانغ (بالصينية: 周洋) هي متزلجة على مسار قصير صينية، ولدت في 9 يونيو 1991 في تشانغتشون في الصين.

## وصلات خارجية
- تشو يانغ على موقع ShortTrackOnLine.info (الإنجليزية)
- تشو يانغ على موقع اللجنة الأولمبية الدولية (الإنجليزية)
- تشو يانغ على موقع أوليمبيديا (الإنجليزية)
- تشو يانغ على موقع اللجنة الأولمبية الصينية (الإنجليزية)